# Péniches Ric's Art Boat & Ric's River Boat
Ric’s Art Boat et Ric’s River Boat sont deux péniches dans la Ville de Bruxelles, amarrées en face de Tour et Taxis dans le port de Bruxelles, qui soutiennent des activités artistiques et événementielles, ainsi que des initiatives d’intégration sociale et des projets culturels.

## L'histoire
RIC, Recreative International Center, a été créé en 1973 par l’artiste et professeur Erik Pevernagie, avec ses collègues et étudiants, dans la suite et l’esprit des événements de mai 1968. 

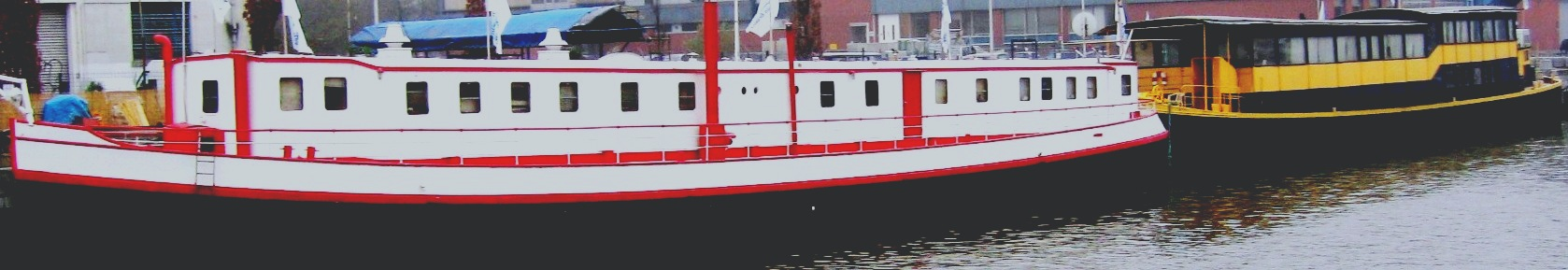
Ric's Art Boat et Ric's River Boat

 La société étant jugée sclérosée, il était nécessaire d’en dépoussiérer les structures. L’idée était notamment de mettre enfin l’« imagination au pouvoir », selon l’un des slogans de mai 1968. Pevernagie préconisait que dans la gestion du temps (divisé en huit heures de travail, huit de heures de sommeil et huit heures de loisirs) une attention particulière soit portée à la partie récréative. C’est dans cette perspective et afin de répondre à cette demande pressante de loisirs créatifs et de contacts internationaux que deux centres flottants d’animation sociale et culturelle ont été créés : le Ric’s Art Boat et le Ric’s River Boat.

Depuis, les péniches ont été un centre de rencontres pour artistes internationaux (Atom Egoyan, Claude Lelouch, Benoît Lamy, Jan Verheyen, Nicolas Vial, illustrateur du Monde, Axelle Red, the Kooks, Tom Barman, Karen Cheryl, Hugo Claus.)  Elles sont appréciées pour leur « originalité et leur professionnalisme » (Le Guide des connaisseurs) et considérées comme « une bouffée d'évasion et d'insolite » (Petit Futé)  

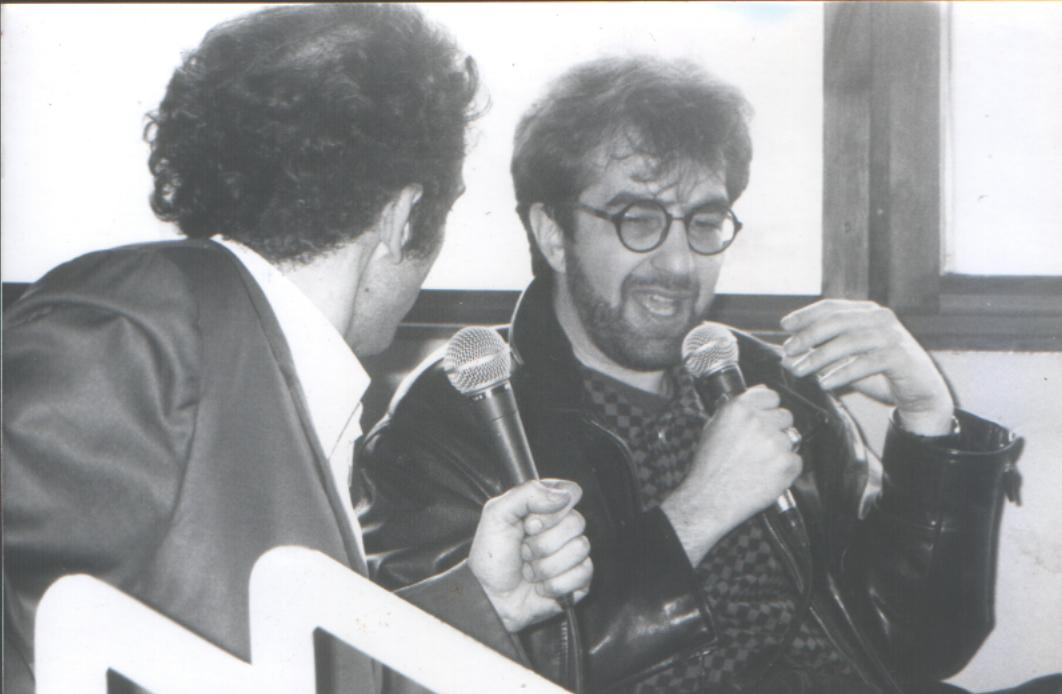
Le réalisateur Atom Egoyan a reçu le Grand Prix de l'Union de la critique de cinéma pour Exotica (film) et a tenu une conférence et un débat au Ric's Art Boat & River Boat en 1994.

## Trame de fond des bateaux

### Ric's River Boat et laMarine royale néerlandaise
Ric's River Boat est un navire construit par Boele & Zn, Slikkerveer (Pays-Bas) en 1900 comme remorqueur à vapeur "Express" pour Rijnschroefsleepboot Express NV (A. van Dort) à Rotterdam . Il a une longueur de 42 mètres , une largeur de 7,50 mètres et un tonnage de 387 tonnes.  En 1916, le navire est vendu à  Transport Maatschappij NV à Rotterdam sous le nom de "Mimir". Après la guerre la Marine royale néerlandaise reprend le navire à Amsterdam de l'autorité exercée par les troupes terrestres en 1946. Il devient le navire d'accueil Leeuw (HW 11), pour le logement de la  Marine. Il est renuméroté en 1955 à (A 889). En 1948-1949 il est  agencé comme logis de "Marva" (Section féminine de la  Marine). De 1961-1975 , il devient une institution sociale pour soins de la jeunesse à Dordrecht et a est nommé Hollands Glorie. Il remplace le navire du même nom, l'ancien bateau-phare Haaksgronden, qui avait été en usage depuis le 3 décembre 1941. En 1978, il est transféré à RIC, Recreative International Centre, organisation à but non lucratif,  sous le nom de Ric's River Boat (BR 40548 B) et amarré dans le bassin Béco du port de Bruxelles, au centre de la ville.

### Ric's Art Boat et l'invasion allemande
Ric's Art Boat (BR 40547 B) est une péniche , construite à Termonde (Belgique) en 1936 et a été baptisé Sélénium. Elle a une longueur de 38 mètres et un tonnage de 370 tonnes. Le bateau a échappé à la confiscation par les nazis, qui s’appropriaient des péniches pour l’invasion de l’Angleterre. Mais, à la longue, cette idée a été abandonnée, puisque les Anglais aspergeaient systématiquement la surface de la mer avec du fioul. Comme résultat, le tout flambait à l’approche des péniches confisquées par les Allemands.

## Critiques
- « L’art s’affiche au Ric’s Art Boat. Une galerie ouverte au fil de l’eau et des quais de Bruxelles. Depuis quelques années deux bateaux amarrés au Quai des péniches, tout près de la place Sainctelette, multiplient les événements culturels et festifs. » (Le Soir[8])

- « Le président des Ric’s Boats constate que les étrangers s’établissent en Belgique et qu’ils regardent les « indigènes » comme des poissons dans un aquarium. Ils sont même souvent étonnés du comportement incompréhensible de ces « tribus locales ». D’autre part, le flux des étrangers est accepté par certains indigènes avec réticence. Ces derniers sont surpris de ces nouveaux visages qui « décorent » ou « souillent » leur milieu et n’aiment pas le comportement de ces intrus. J« ’ai donc noté cette répulsion double et j’ai pensé qu’il fallait la combattre. Ce qui manque, c’est un contact humain, direct, informel, sans préjugés. » » (La Dernière Heure[9])